# Benifairó de les Valls
Benifairó de les Valls település Spanyolországban, Valencia tartományban. Benifairó de les Valls Faura, Quart de les Valls és Sagunt községekkel határos. Lakosainak száma 2318 fő (2024).

## Népesség
A település lakosságának változását az alábbi diagram mutatja:
| Lakosok száma | 1938 | 1907 | 2011 | 2137 | 2236 | 2229 | 2205 | 2186 | 2314 | 2318 |
|               | 2001 | 2004 | 2007 | 2009 | 2012 | 2014 | 2017 | 2019 | 2022 | 2024 |